# Jean-Jacques Guyon
Jean-Jacques Guyon (Parijs, 1 december 1932 – aldaar, 20 december 2017) was een Frans ruiter. Guyon won tijdens de Olympische Zomerspelen 1968 de gouden medaille in de individuele eventingwedstrijd.

## Resultaten
- Olympische Zomerspelen 1968 in Mexico-Stad  individueel eventing met Pitou
- Olympische Zomerspelen 1968 in Mexico-Stad 4e landenwedstrijd eventing met Pitou

1912: Axel Nordlander ·
1920: Helmer Mörner ·
1924: Dolf van der Voort van Zijp ·
1928: Charles Pahud de Mortanges ·
1932: Charles Pahud de Mortanges ·
1936: Ludwig Stubbendorf ·
1948: Bernard Chevallier ·
1952: Hans von Blixen-Finecke jr. ·
1956: Petrus Kastenman ·
1960: Lawrence Morgan ·
1964: Mauro Checcoli ·
1968: Jean-Jacques Guyon ·
1972: Richard Meade ·
1976: Edmund Coffin ·
1980: Euro Federico Roman ·
1984: Mark Todd ·
1988: Mark Todd ·
1992: Matt Ryan ·
1996: Blyth Tait ·
2000: David O'Connor ·
2004: Leslie Law ·
2008: Hinrich Romeike ·
2012: Michael Jung ·
2016: Michael Jung ·
2020: Julia Krajewski ·
2024: Michael Jung